# إلفريدي يلينيك
إلفريدي يلينيك (بالألمانية: Elfriede Jelinek) أو إلفريدي يلينيكوفا (بالتشيكية: Elfriede Jelineková) هي روائية نمساوية ولدت في مورزوشلاغ بالقرب من غراتس عاصمة ولاية ستيريا في جنوب شرق النمسا يوم 20 أكتوبر 1946 لأب يهودي تشيكي ناجٍ من معسكر أوشفيتز بيركينو الألماني النازي وأم كاثوليكية ألمانية. فازت بجائزة نوبل للأداب في سنة 2004

## سيرتها
حصلت على تعليم ديني في المدرسة الكاثوليكية، وبدأت في العام 1960 دراستها الموسيقية فتعلمت العزف على عدة آلات موسيقية: الأورغن، كالمزمار والإيتار والكمان وغيرها، ومن ثم واصلت دراستها في التأليف الموسيقي في معهد فيينا للموسيقى ودرست كذلك تاريخ الفن وعلم المسرح إلى جانب دراساتها الموسيقية، ففي عام 1967 بدأت يلينيك بنشر أعمالها الإبداعية التي أبرزتها ككاتبة وناشطة سياسية، وفي عام 1974 انتمت الكاتبة إلى الحزب الشيوعي النمساوي ولكنها خرجت منه عام 1991، وفي سنة 2004 منحت جائزة نوبل للأداب «لأن جريان موسيقاها يتوالف من تيار الأصوات الموسيقية والأصوات المضادة في رواياتها واعمالها الدرامية مع الحماس اللغوي غير المألوف الذي يميز نتاجها الأدبي، الذي يكشف اللامعقول في الكليشيهات الاجتماعية وقوتها المستعبدة» كما عللت الأكاديمية السويدية. تتحدث رواياتها عن المرأة ووضعها في المجتمع النمساوي، وتوصف كاتبة مدافعة عن حرية المرأة.
عندما منحت جائزة نوبل استقال أحد أعضاء الأكاديمية ، منذ 1983، محتجاً على منحها الجائزة وذلك «لأن لغتها الأدبية بسيطة، ونصوصها كتل كلامية محشوة، لا أثر لبنية فنية فيها، نصوصٌ خالية من الأفكار، لكنها مليئة بالكليشيهات والخلاعة».

## من أعمالها المترجمة للعربية
- معلمة البيانو، صدرت العام 1983 صدرا أيضا بعنوان عازفة البيانو
- العاشقات
- شبق
- المستبعدون

## اعمالها الأخرى
- رغبة في العام صدرت سنة 1989
- هؤلاء يقتلون الأطفال، صدرت عام 1995
- وصلة رياضة، صدرت عام 1998
- الممنوعون المهمّشون، صدرت في 1980

## وصلات خارجية
- إلفريدي يلينيك على موقع IMDb (الإنجليزية)
- إلفريدي يلينيك على موقع الموسوعة البريطانية (الإنجليزية)
- إلفريدي يلينيك على موقع مونزينجر (الألمانية)
- إلفريدي يلينيك على موقع ألو سيني (الفرنسية)
- إلفريدي يلينيك على موقع ميوزك برينز (الإنجليزية)
- إلفريدي يلينيك على موقع أول موفي (الإنجليزية)
- إلفريدي يلينيك على موقع قاعدة بيانات الأفلام السويدية (السويدية)
- إلفريدي يلينيك على موقع إن إن دي بي (الإنجليزية)
- إلفريدي يلينيك على موقع ديسكوغز (الإنجليزية)
- إلفريدي يلينيك على موقع قاعدة بيانات الفيلم (الإنجليزية)

1. ↑   https://wien.orf.at/stories/3257352/. {{استشهاد ويب}}: |url= بحاجة لعنوان (مساعدة) والوسيط |title= غير موجود أو فارغ (من ويكي بيانات) (مساعدة)
2. ↑   https://www.ouest-france.fr/europe/autriche/la-nobel-autrichienne-de-litterature-elfriede-jelinek-distinguee-par-la-france-93b1f36f-2c88-4064-a599-01467256bbe1. {{استشهاد ويب}}: |url= بحاجة لعنوان (مساعدة) والوسيط |title= غير موجود أو فارغ (من ويكي بيانات) (مساعدة)
3. ↑   https://www.politik.steiermark.at/cms/beitrag/12933823/2494255/. {{استشهاد ويب}}: |url= بحاجة لعنوان (مساعدة) والوسيط |title= غير موجود أو فارغ (من ويكي بيانات) (مساعدة)
4. ↑   https://www.nobelprize.org/nobel_prizes/about/amounts/. {{استشهاد ويب}}: |url= بحاجة لعنوان (مساعدة) والوسيط |title= غير موجود أو فارغ (من ويكي بيانات) (مساعدة)
5. ↑   https://www.wien.gv.at/kultur/abteilung/ehrungen/preise/preistraeger.html#lit. اطلع عليه بتاريخ 2018-07-27. {{استشهاد ويب}}: |url= بحاجة لعنوان (مساعدة) والوسيط |title= غير موجود أو فارغ (من ويكي بيانات) (مساعدة)
6. ↑  عضو في الاكاديمية السويدية يقدم استقالته احتجاجا على جائزة نوبل للآداب العام الماضي نسخة محفوظة 1 أكتوبر 2007 على موقع واي باك مشين. "نسخة مؤرشفة". مؤرشف من الأصل في 2007-10-01. اطلع عليه بتاريخ 2016-10-31.{{استشهاد ويب}}:  صيانة الاستشهاد: BOT: original URL status unknown (link)